# Производящая функция вероятностей
В теории вероятностей, производящая функция вероятностей  дискретной случайной величины представляет собой степенной ряд функции вероятности случайной величины. Производящие функции вероятностей часто используются для краткого описания их последовательности вероятностей P(X=i) для  случайного величины Х, с возможностью применить теорию степенных рядов с неотрицательными коэффициентами.

## Определение

### Одномерный случай
Если Х является дискретной случайной величиной, принимающей неотрицательные целочисленные значения {0,1, ...}, тогда производящая функция вероятностей от случайной величины Х определяется как
{\displaystyle G(z)=M(z^{X})=\sum _{x=0}^{\infty }p(x)z^{x}}
где p – это функция вероятности от Х. Заметим, что индексы обозначения GX и pX  часто используются, чтобы подчеркнуть, что они относятся к конкретной случайной величине Х и ее распределению. Степенной ряд абсолютно сходится, по крайней мере, для всех комплексных чисел z, |z| ≤ 1; во многих примерах радиус сходимости больше.

### Многомерный случай
Если X = (X1,...,Xd) является  дискретной случайной величиной, принимающей значения из d-мерной неотрицательной целочисленной решетки {0,1, ...}d, тогда производящая функция вероятностей от Х определена как
{\displaystyle G(z)=G(z_{1},...,z_{d})=M(z_{1}^{X_{1}}...z_{d}^{X_{d}})=\sum _{x_{1},...,x_{d}=0}^{\infty }p(x_{1},...,x_{d})z_{1}^{x_{1}}...z_{d}^{x_{d}}}
где p – это функция вероятности от Х. Степенной ряд абсолютно сходится по крайней мере для всех комплексных векторов z = (z1,...,zd ) ∈ ℂd с максимумом {|z1|,...,|zd |} ≤ 1.)

## Свойства

### Степенные ряды
Производящие функции вероятностей подчиняются всем правилам степенных рядов с неотрицательными коэффициентами. В частности, G(1−) = 1, где G(1−) = limz→1G(z) снизу, поскольку сумма вероятностей должна равняться 1. Таким образом, радиус сходимости любой производящей функции вероятностей должен быть как минимум 1, по  теореме Абеля для степенных рядов с неотрицательными коэффициентами.

### Вероятности и ожидания
Следующие свойства позволяют сделать вывод о различных базовых величинах, связанных с {\displaystyle X}:
1. Функция вероятности от {\displaystyle X} восстанавливается взятием производной {\displaystyle G}
{\displaystyle p(k)=P(X=k)={\frac {G^{(k)}(0)}{k!}}}
2. Из свойства 1 следует, что если случайные величины {\displaystyle X} и {\displaystyle Y} имеют равные производящие функции вероятностей ( {\displaystyle G_{X}} = {\displaystyle G_{Y}}), тогда {\displaystyle p_{X}(k)=p_{Y}(k)}.То есть, если {\displaystyle X} и {\displaystyle Y} имеют одинаковые производящие функции вероятностей, то они имеют также и одинаковые распределения.
3. Нормализация функции плотности может быть выражена в терминах производящей функции
{\displaystyle M(1)=G(1^{-})=\sum _{i=0}^{\infty }p(i)=1}
Математическое ожидание X задается как
{\displaystyle M(X)=G'(1^{-})}
В более общем плане, k-ый  факториальный момент,{\displaystyle E(X(X-1)...(X-k+1)))} от X задается как
{\displaystyle M\left({\frac {X!}{(X-k)!}}\right)=G^{(k)}(1^{-}),k\geq 0}
Таким образом,  дисперсия Х задается как
{\displaystyle D(X)=G''(1^{-})+G'(1^{-})-[G'(1^{-})]^{2}}
4. {\displaystyle G_{X}(e^{t})=M_{X}(t)}, где {\displaystyle X} – это случайная величина. {\displaystyle G_{X}(t)} - это производящая функция вероятностей и {\displaystyle M_{X}(t)} – это производящая функция моментов.

### Функции независимых случайных величин
Производящие функции вероятностей полезны в частности для работы с функциями независимых случайных величин. Например:
- Если X1, X2, ..., Xn представляет собой последовательность независимых (и не обязательно одинаково распределенных) случайных величин, и

{\displaystyle S_{n}=\sum _{i=1}^{n}a_{i}X_{i},}
где ai – константы, тогда производящая функция вероятностей определяется как
{\displaystyle G_{S_{n}}(z)=M(z^{S_{n}})=M(z^{\sum _{i=1}^{n}a_{i}X_{i}})=G_{x_{1}}(z^{a_{1}})G_{x_{2}}(z^{a_{2}})...G_{x_{n}}(z^{a_{n}})}
Например, если
{\displaystyle S_{n}=\sum _{i=1}^{n}X_{i},}
тогда производящая функция вероятностей, GSn(z), определяется как
{\displaystyle G_{S_{n}}(z)=G_{x_{1}}(z)G_{x_{2}}(z)...G_{x_{n}}(z)}
Из этого также следует, что производящая функция разности двух независимых случайных переменных S = X1 − X2 определяется как
{\displaystyle G_{S}(z)=G_{X_{1}}(z)G_{X_{2}}(1/z)}
- Предположим, что N также является независимой, дискретной случайной величиной, принимающая неотрицательные целочисленные значения, с производящей функцией вероятностей GN. Если X1, X2, ..., XN независимы и одинаково распределены с общей производящей функцией вероятностей GX, тогда

{\displaystyle G_{S_{N}}(z)=G_{N}(G_{X}(z))}
Это можно увидеть, используя закон полного математического ожидания следующим образом:
{\displaystyle G_{S_{N}}(z)=M(z^{S_{N}})=M(z^{\sum _{i=1}^{N}X_{i}})=M(M(z^{\sum _{i=1}^{N}X_{i}}|N))=M((G_{X}(z))^{N})=G_{N}(G_{X}(z))}
Этот последний факт полезен при изучении процессов Гальтона-Ватсона.
- Пусть снова N также является независимой, дискретной случайной величиной, принимающей неотрицательные целочисленные значения, с производящей функцией вероятностей GN и плотностью вероятности fi=P{N=i}. Если X1, X2, ..., Xn независимы, но неодинаково распределенные случайные величины, где GXi обозначает производящую функцию вероятностей от Xi, тогда

{\displaystyle G_{S_{N}}(z)=\sum _{i\geq 1}{f_{i}}\prod _{k=1}^{i}{G_{X_{i}}(z)}}
Для одинаково распределенных Xi  это упрощает тождественность указанную ранее. В общем случае иногда полезно получить разложение SN с помощью производящих функций вероятностей.

## Примеры
- Производящая функция вероятностей для постоянной случайной величины принимающей одно значение c (P(X=c) = 1) есть

{\displaystyle G(z)=z^{c}}
- Производящая функция вероятностей для случайной величины с биномиальным распределением есть

{\displaystyle G(z)=[(1-p)+pz]^{n}}
Очевидно, что это n-кратное произведение производящих функции случайной величины с распределением Бернулли с параметром p
Таким образом производящая функция случайной величины бросания честной монеты
{\displaystyle G(z)=1/2+z/2}
- Производящая функция вероятностей для случайной величины с отрицательным биномиальным распределением с вероятностью успеха p, проводимой до r-го успеха

{\displaystyle G(z)={\left({\frac {p}{1-(1-p)z}}\right)}^{r}}
(Сходится при {\displaystyle \left|z\right|<{\frac {1}{1-p}}} )
Очевидно, что это r-кратное произведение производящих функции случайных величин с геометрическим распределением с параметром (1-p)
- Производящая функция вероятностей для случайной величины с распределением Пуассона с параметром λ есть

{\displaystyle G(z)=e^{\lambda {(z-1)}}}